# Osborne 1
Osborne 1 — первый коммерчески успешный портативный микрокомпьютер, выпущенный в продажу 3 апреля 1981 года американской компанией Osborne Computer Corporation. На одной стороне корпуса находилась ручка для переноски, на другой - клавиатура, конструктивно выполненная в виде откидной крышки, под ней находился монохромный ЭЛТ-дисплей размером пять дюймов по диагонали (13 см) и два дисковода для гибких магнитных дисков 5,25 дюйма. Было предусмотрено подключение внешнего монитора и модема. В качестве операционной системы установлена CP/M. Компьютер поставлялся с текстовым редактором WordStar, табличным процессором SuperCalc, интерпретаторами языков MBASIC и CBASIC и другими программами. Компьютер имел массу 11 кг, продавался по цене 1795 долларов.
Под натиском конкурентов компания была вынуждена объявить начало продаж последующих моделей Osborne Executive и Osborne Vixen задолго до поступления машин в реализацию. Это оказалось маркетинговой ошибкой, сильно ударило по продажам Osborne 1, и компания, не имея средств на разработку и выпуск Executive и Vixen, обанкротилась.

## Технические характеристики
- Процессор: Z80 на частоте 4 МГц
- Память: 64 КБ ОЗУ
- Дисплей: 5-дюймовый монохромный ЭЛТ размером 8,75 × 6,6 см, 52 символа × 24 строки
- Клавиатура: 69 клавиш
- Устройство хранения информации: два привода гибких дисков на 5¼ дюйма, односторонние 40-дорожечные диски (также было доступно обновление до дисков двойной плотности записи)
- Параллельный порт: IEEE-488
- Последовательный порт: RS-232-совместимый, на 1200 либо 300 бит/с

## Программное обеспечение
Операционная система CP/M версии 2.2 запускалась из ПЗУ.
Компьютер поставлялся с пакетом прикладных программ. В разное время в поставку входил разный набор программного обеспечения, например, с первыми проданными системами не поставлялась dBase II. Стоимость пакета составляла порядка 1500 долларов. 
В поставку включались:
- MBasic (Microsoft)
- CBasic
- Colossal Cave — игра в жанре текстовой адвенчуры
- Deadline (Infocom) — игра
- dBase II — СУБД
- dBase II Tutor — учебник
- Nominal Ledger — бизнес-приложение
- Purchase Ledger — бизнес-приложение
- Sales Ledger — бизнес-приложение
- SuperCalc — электронная таблица
- Wordstar — текстовый процессор